# Neoclosterus opacipennis
Neoclosterus opacipennis es una especie de escarabajo longicornio del género Neoclosterus, tribu Plectogasterini, orden Coleoptera. Fue descrita científicamente por Boppe en 1912.
El período de vuelo ocurre durante los meses de enero, abril, mayo, agosto y noviembre.

## Descripción
Mide 26-39 milímetros de longitud.

## Distribución
Se distribuye por Camerún, Gabón y República Democrática del Congo.